# Partito Laburista Australiano (Nuovo Galles del Sud)
Il Partito Laburista Australiano del Nuovo Galles del Sud, comunemente conosciuto in Australia come Lang Labor, fu il nome dato alla scissione nata tra il partito federale e la sua sezione del Nuovo Galles del Sud, operativa tra il 1931 e il 1936.
Nel 1931 Jack Lang, allora Premier del Nuovo Galles del Sud,  annunciò una politica di rifiuto nei confronti di eventuali debiti nei confronti di stati stranieri, conosciuta come "Lang Plan", al fine di combattere gli effetti della grande depressione. Ciò era contrario alla politica del governo federale guidato allora da James Scullin e di conseguenza i sostenitori di Lang, capeggiati da Jack Beasley ed Eddie Ward, furono espulsi dal caucus.
Questi avvenimenti portarono ad uno scisma tra il partito federale e la sua sezione statale. Nel 1931 i sostenitori di Lang votarono con il Partito Unito d'Australia, che era all'opposizione, nella Camera dei rappresentanti al fine di far cadere il governo Scullin.  Alle seguenti elezioni federali il ramo del Nuovo Galles del Sud organizzato da Lang si presentò alle elezioni con il nome di Partito Laburista Australiano (Nuovo Galles del Sud), ma venivano comunemente considerati i candidati del Lang Labor; i sostenitori del partito federali invece, gestiti da Ted Theodore e Ben Chifley erano conosciuti come i candidati del Labor federale.
Le elezioni furono una netta sconfitta per i laburisti, ma la maggior parte dei candidati di Lang ottennero diversi seggi e si garantirono la sopravvivenza, nonostante la sconfitta di membri notevoli come il sopra citato Ward nel seggio di Sydney Est (anche se è da considerare che in un'elezione straordinaria del 1932 nella stessa divisione riottenne il posto). Theodore e Chifley furono entrambi sconfitti, e i laburisti federali ottennero solamente tre seggi nello stato del Nuovo galles del Sud. Le conseguenze furono le stesse dopo le elezioni del 1934, quando i laburisti federali ottennero un solo seggio a Newcastle.
Nel 1935 John Curtin succedette a Scullin alla guida del Labor, e nel febbraio del 1936 portò ad una riconciliazione con il ramo del Nuovo galles del Sud. Infine alle elezioni del 1937 i laburisti nello stato presero parte come un unico partito.